# Hugo Pieter Vogel

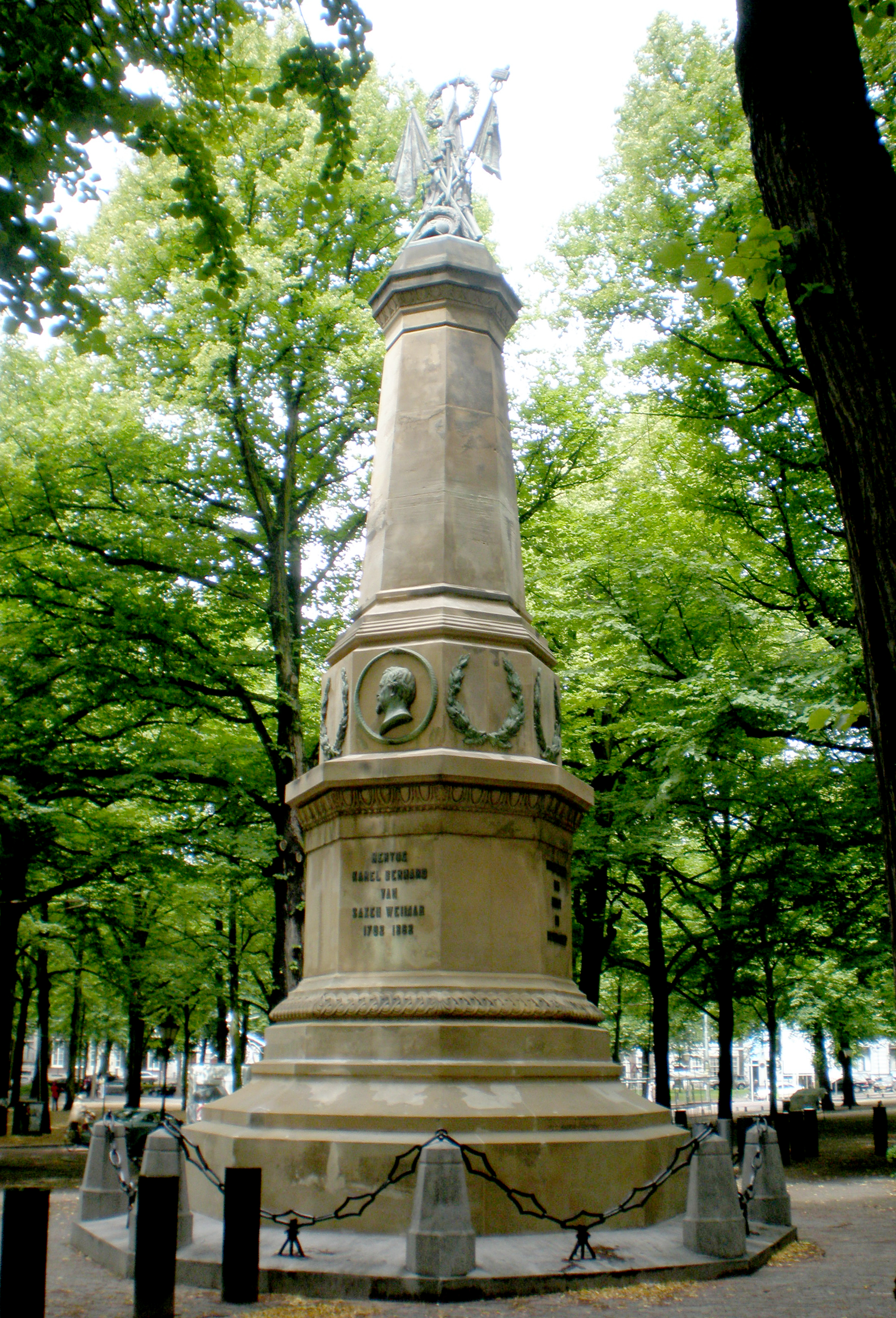
H.P. Vogel & J.Ph. Koelman. Monumento al Príncipe Bernardo de Sajonia-Weimar-Eisenach. 1866.

Hugo Pieter Vogel (Hooge Zwaluwe, 27 de noviembre de 1833 - La Haya, 5 de enero de 1886) fue un arquitecto de los Países Bajos. Fue profesor y director de la Academia Real de Bellas Artes en La Haya.

## Vida y obra
Vogel fue hijo del alcalde Hooge Zwaluwe. Después de la escuela primaria fue alumno del arquitecto FW Fromberg en Arnhem y luego bajo el de arquitecto Jan Willem Schaap en Leiden, que era carpintero y comenzó a enseñar en la Sociedad Mathesis Scientiarum Genitrix. Alrededor de este tiempo ganó un concurso para un puesto de guardia militar, organizado por la Sociedad para la Promoción de la Arquitectura.
En 1855, Vogel se trasladó a Ámsterdam como superintendente para dirigir la construcción de una casa y una tienda diseñada por el arquitecto Molkenboer. Después de una estancia en Ámsterdam abre su propio estudio. Se hizo amigo de otros planificadores de Ámsterdam y con ellos fundó en 1855 la Asociación de Arquitectura Architectura et Amicitia. Vogel fue durante el período que vivió en Ámsterdam, miembro de la junta directiva de la asociación y participó regularmente en los concursos propuestos y las reuniones que organizaron. En el verano de 1857 se trasladó a Zaandam como dibujante y superintendente de la oficina del arquitecto LJ Immink.

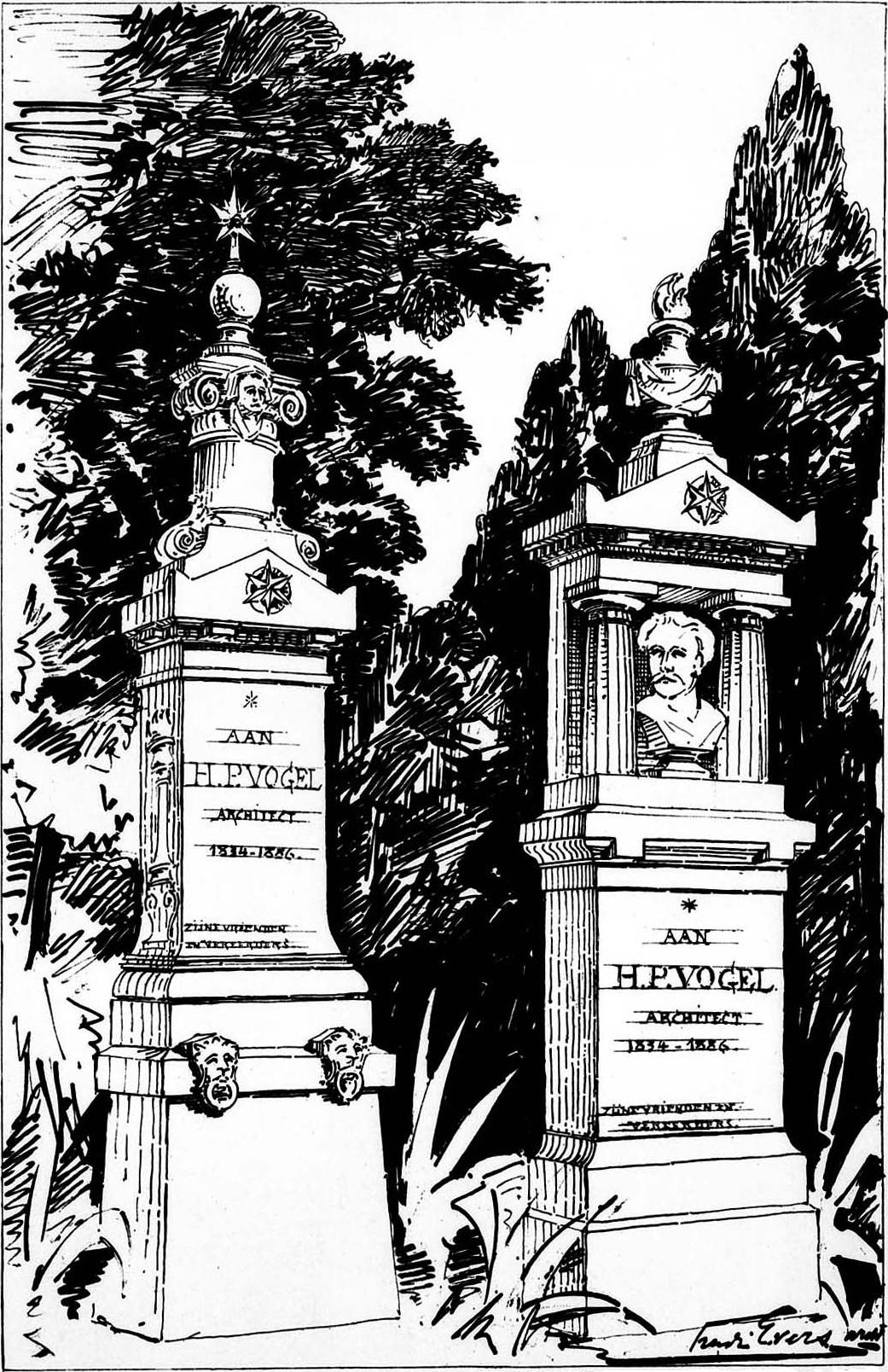
Henri Evers. Prijsvraagontwerp voor een gedenkteken op het graf van H.P. Vogel. 1886.

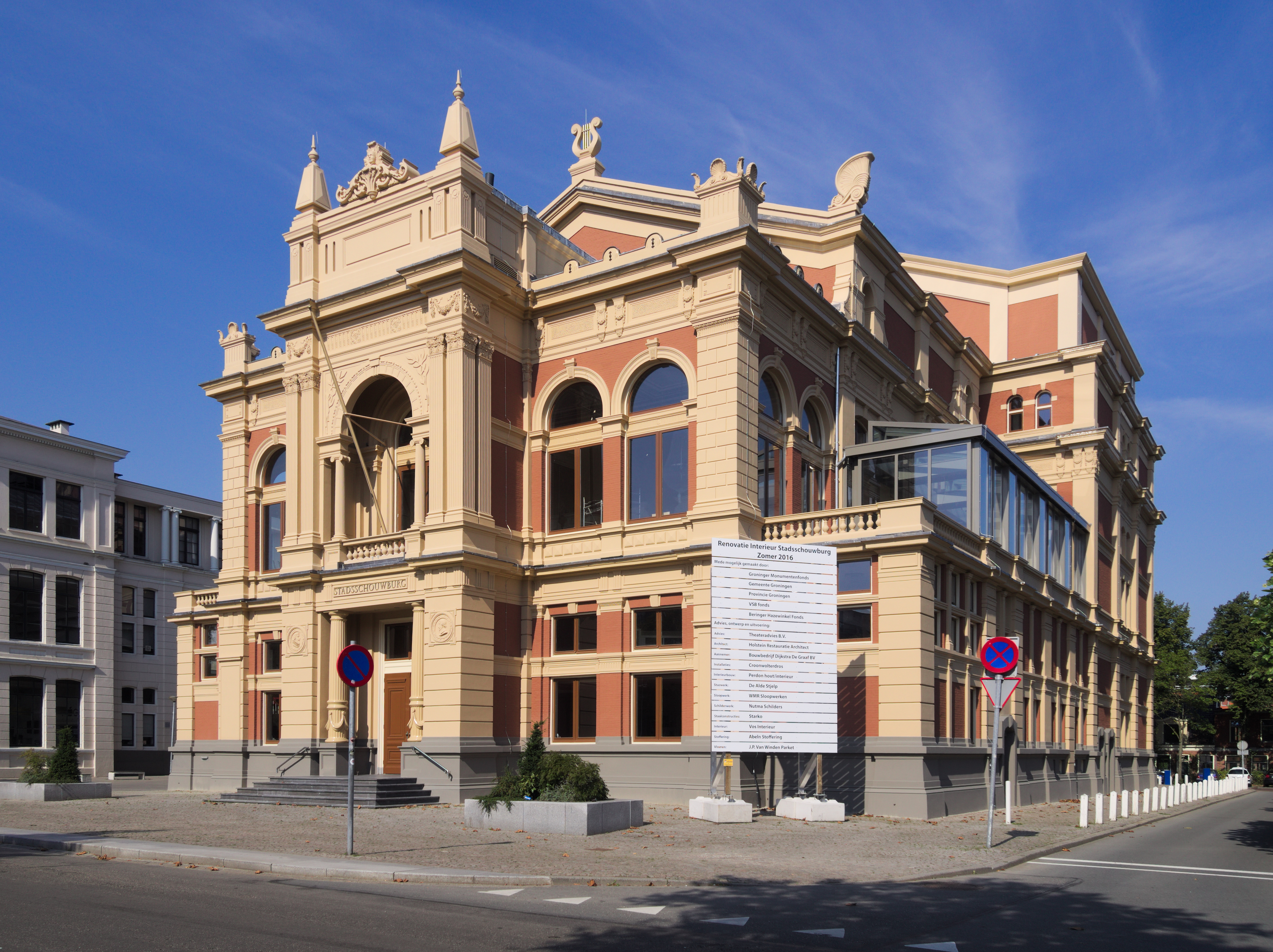
H.P. Vogel & F.W. van Gendt. Stadsschouwburg Groningen.

En 1860 fue nombrado director en arquitectura y segundo director de la Real Academia de Bellas Artes en La Haya, cargo que desempeñaría hasta su muerte. Siendo segundo director dirigió una ampliación y mejora de la educación arquitectónica. En 1865, junto con el primer director de la Real Academia, el escultor Johan Philip Koelman, participó en el diseño del Palacio de los Estados Generales de los Países Bajos. Su diseño fue uno de los dos mejor evaluados y adquiridos por el gobierno. Por otra parte, diseñó en colaboración con Koelman los monumentos:
- al Duque de Sajonia-Weimar para la Lange Voorhout en La Haya,
- a los defensores de la ciudadela de Amberes en Ginneken
- al alcalde Van der Werff en Leiden.

### Monumentos

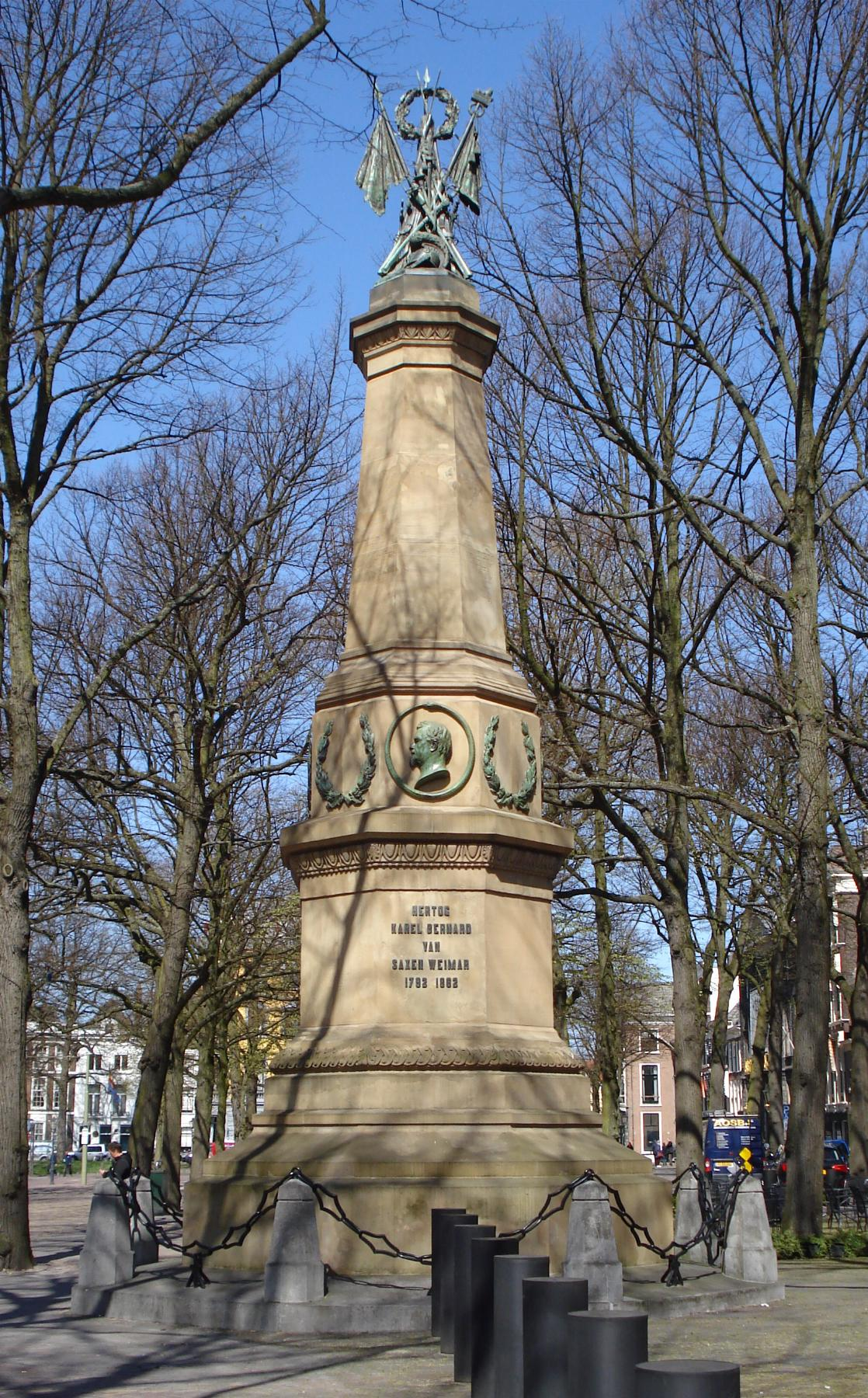
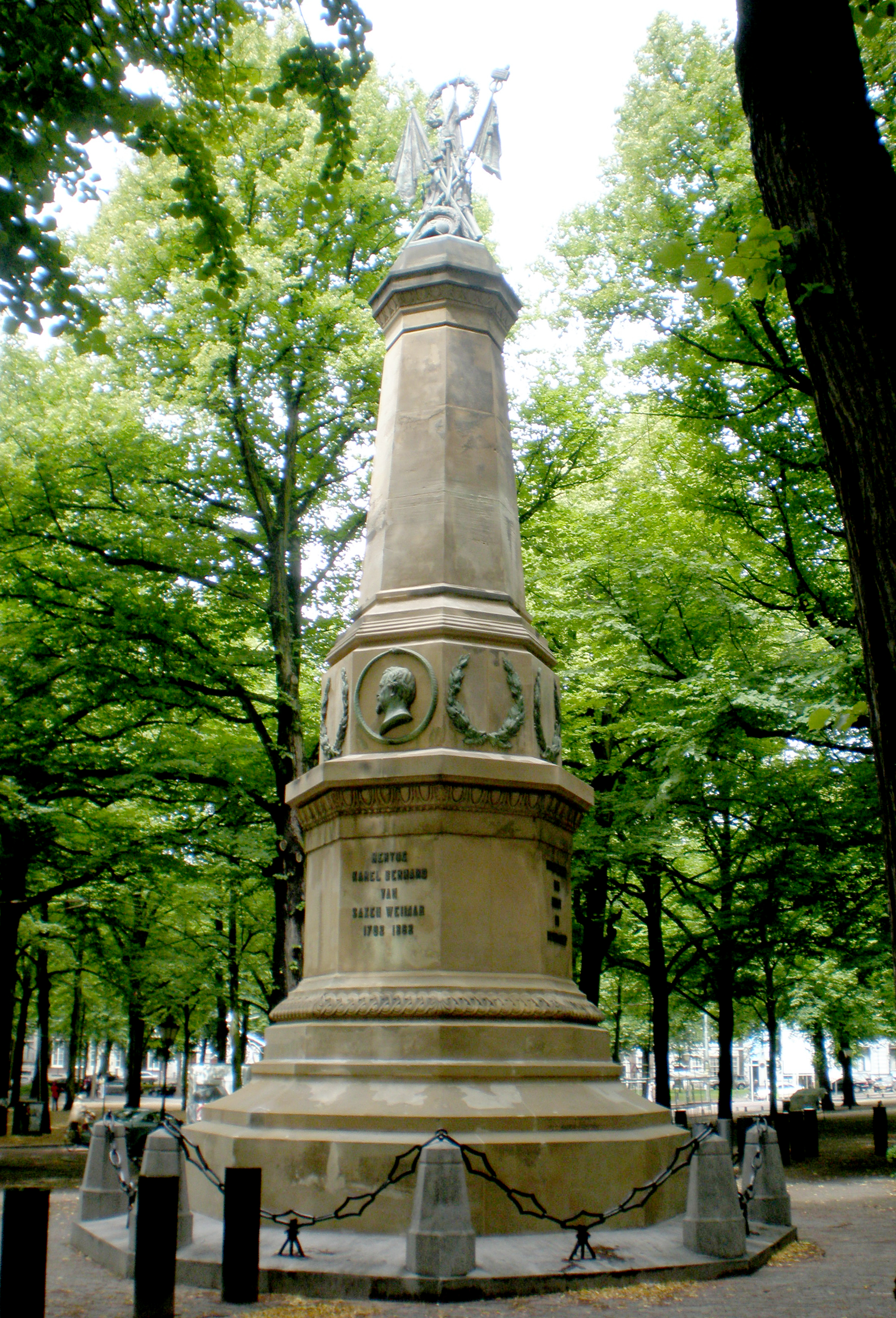
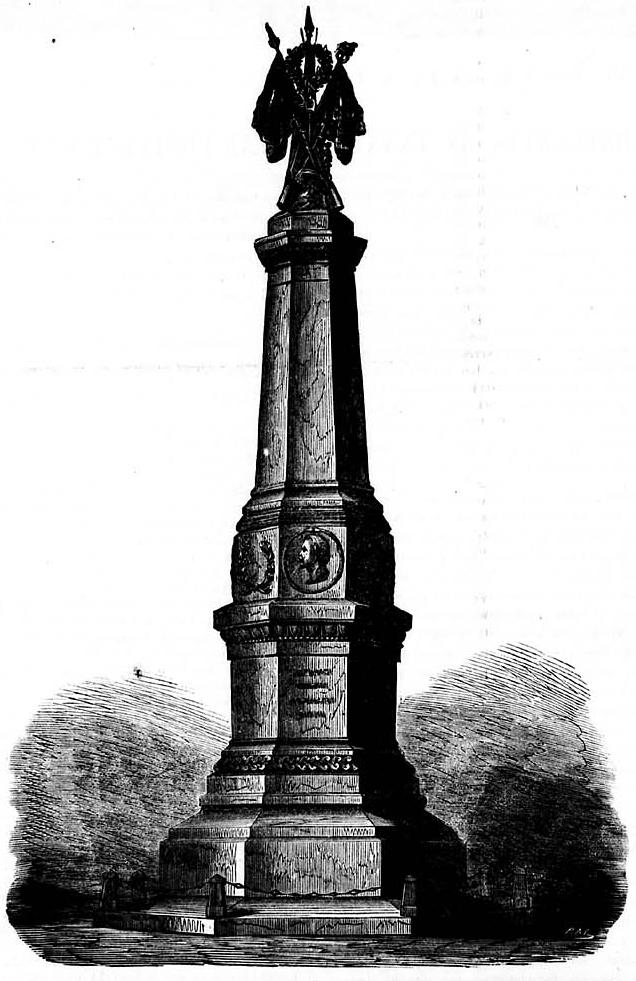
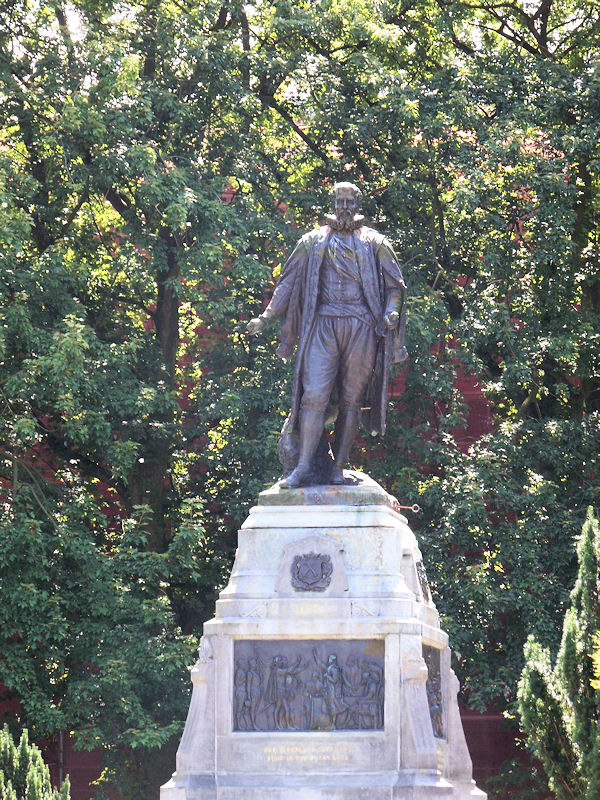

### Palacio de los Estados Generales de los Países Bajos

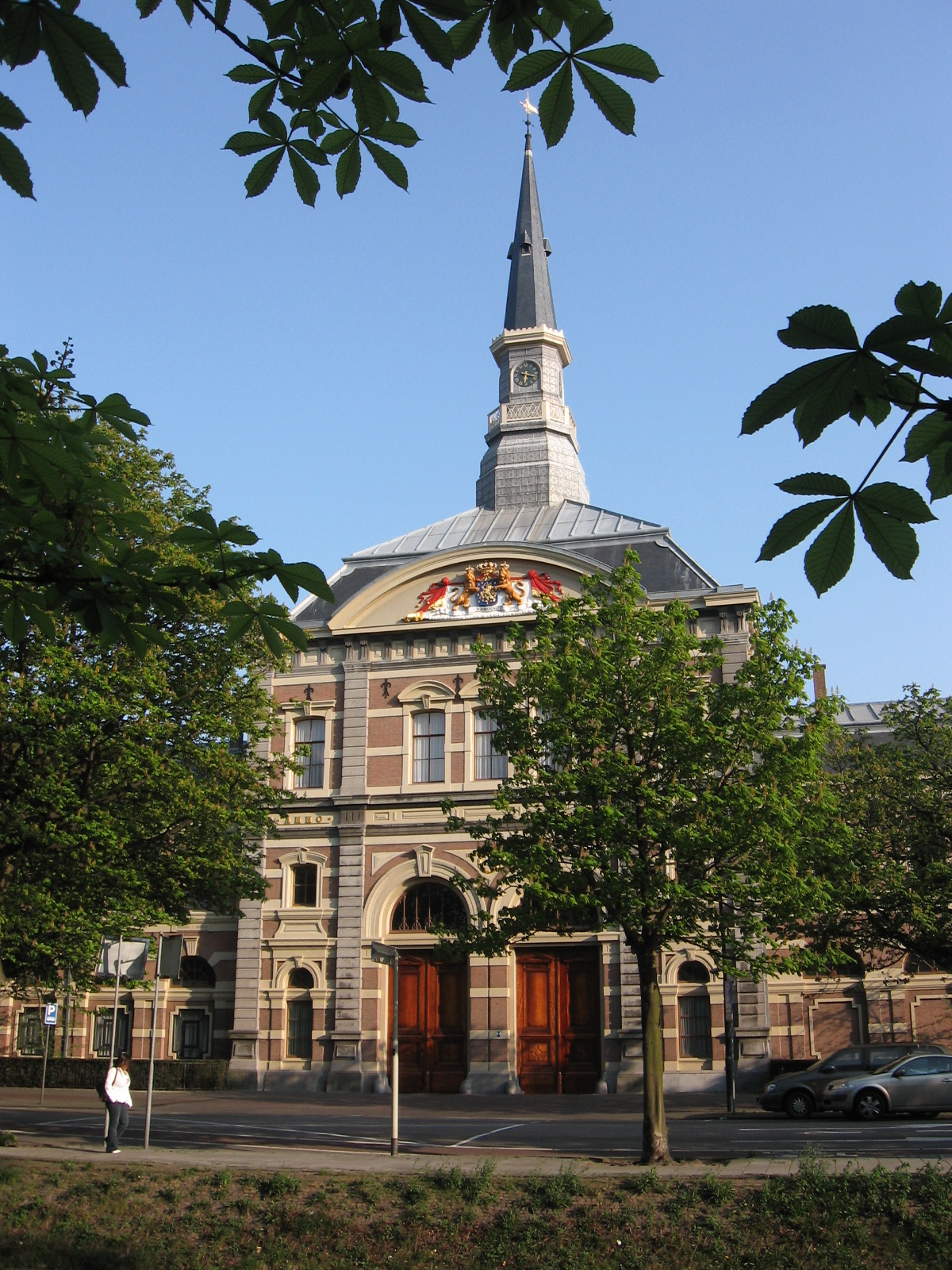
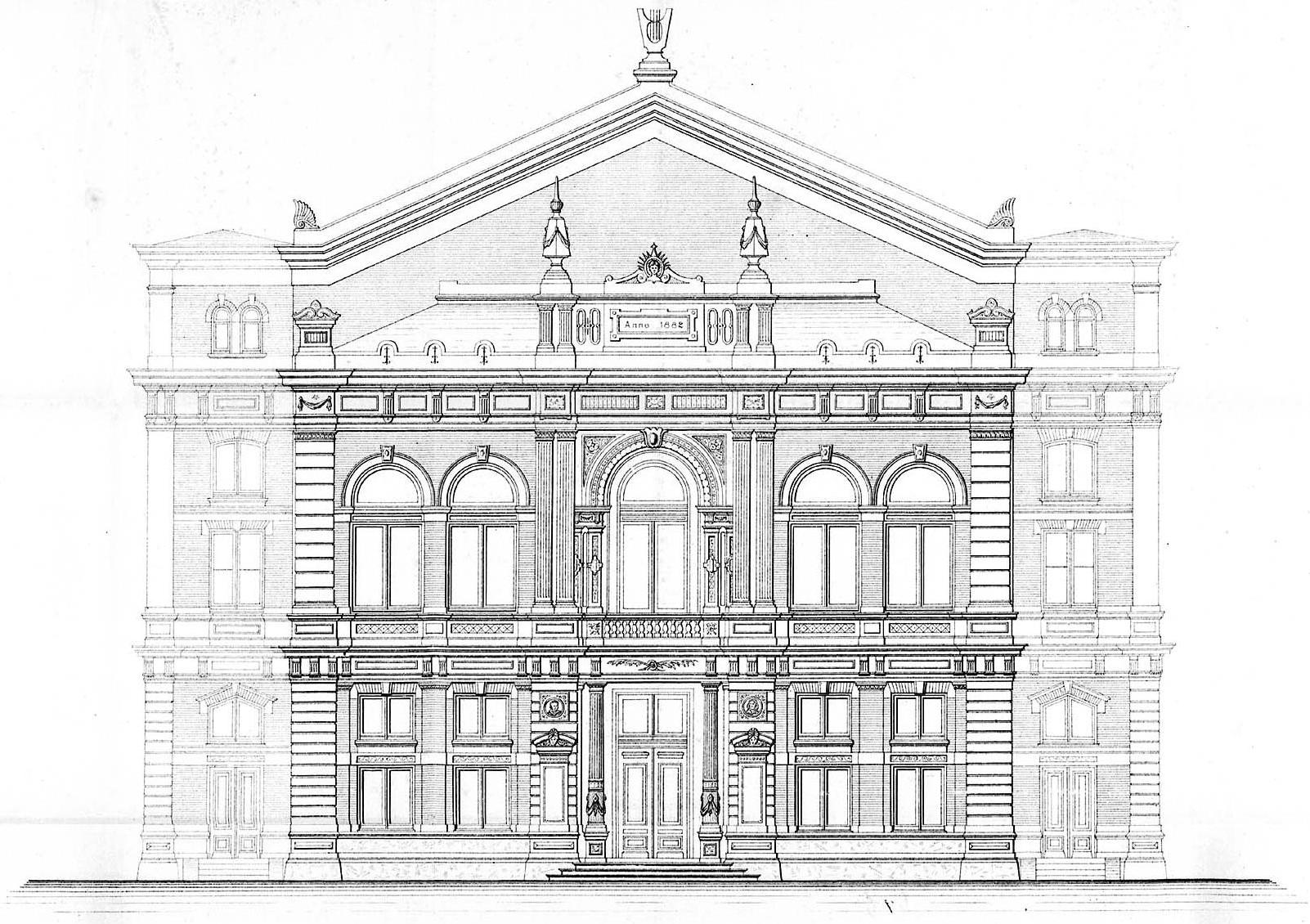
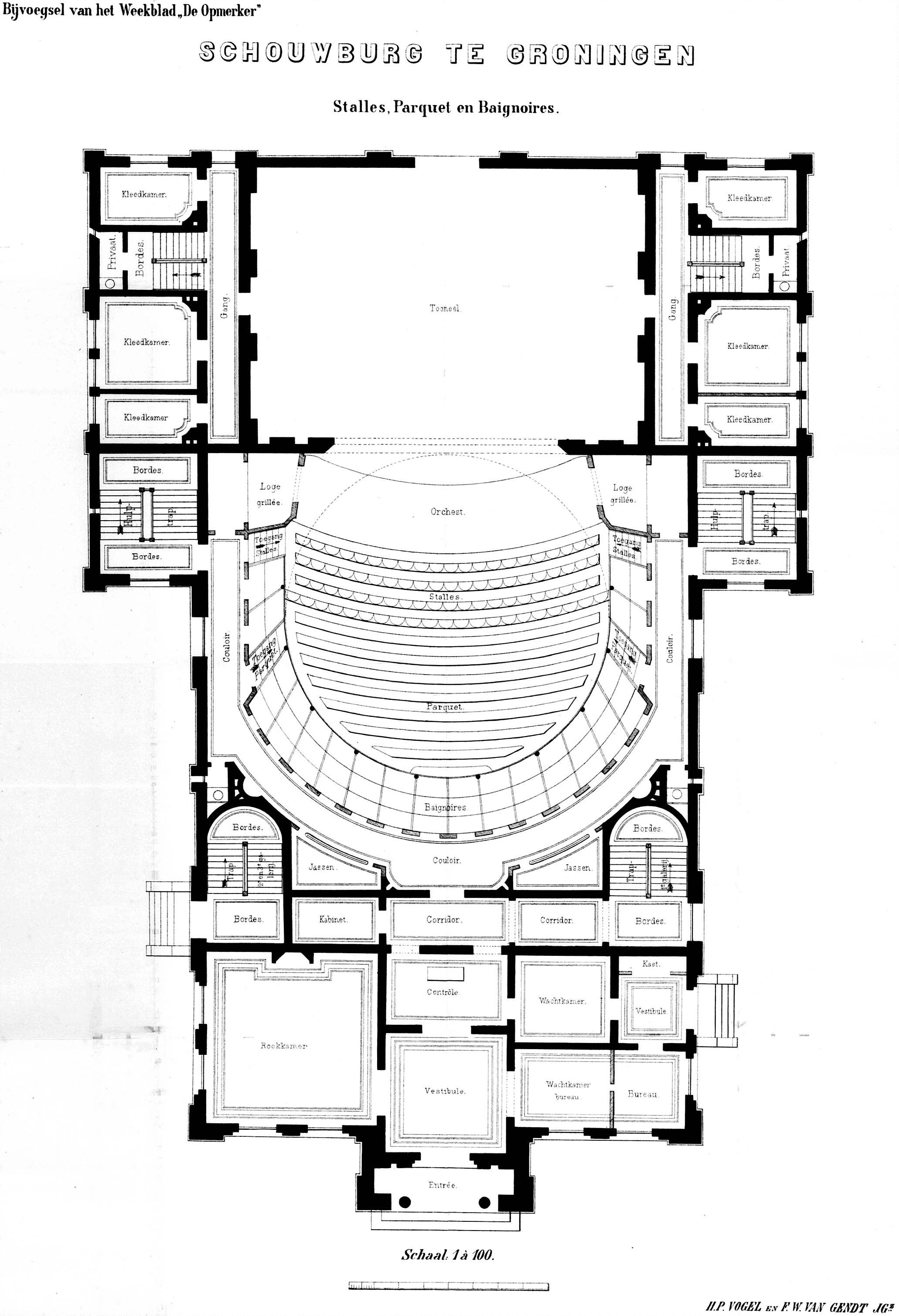
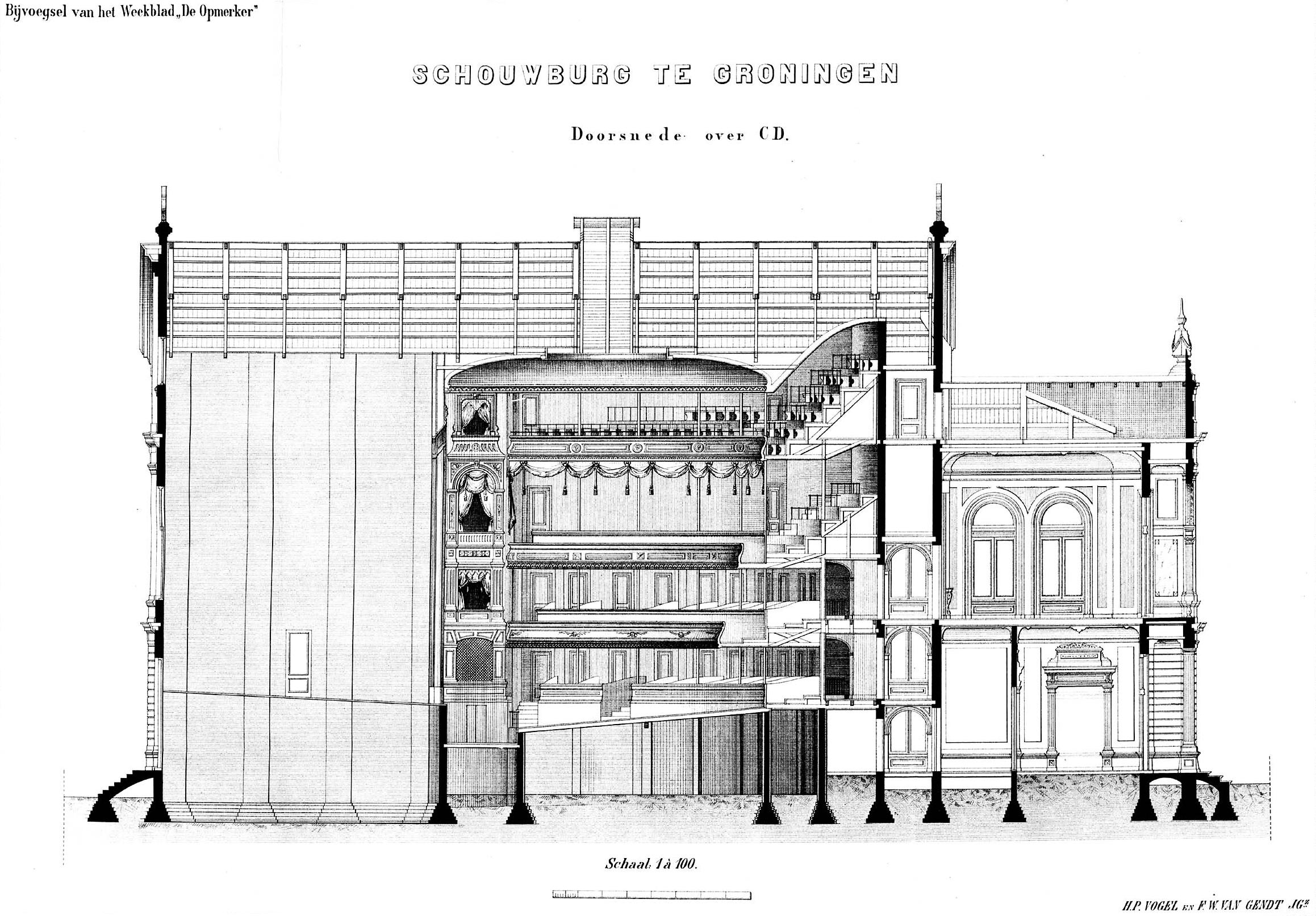